# Regiunile Maltei
Malta este împărțită în 5 regiuni (în malteză reġjuni). Inițial, au fost create trei regiuni prin Legea Consiliilor locale din 1993 și au fost integrate în constituția din 2001. Două dintre regiuni au fost împărțite în regiuni mai mici prin Legea nr. XVI din 2009, iar acum există cinci regiuni.
Fiecare regiune are un Comitet Regional (în malteză : Kumitat Reġjonali), care constă dintr-un președinte regional, un vicepreședinte, un secretar executiv și între 10 și 14 membri.

## Listă

### Regiunile actuale
| Regiune             | Localizare | Capitala       | Cel mai mare oraș | Suprafață | Populație (2014) | Densitatea populației | Înființată |
| ------------------- | ---------- | -------------- | ----------------- | --------- | ---------------- | --------------------- | ---------- |
| Regiunea Centrală   |            | San Ġwann      | Birkirkara        | 23,6 kmp  | 111.994          | 4.700/kmp             | 2009       |
| Regiunea Gozo       |            | Victoria       | Victoria          | 68,7 kmp  | 37.342           | 540/kmp               | 1993       |
| Regiunea Nordică    |            | St. Paul's Bay | St. Paul's Bay    | 112,9 kmp | 102.892          | 910/kmp               | 2009       |
| Regiunea Sud-Estică |            | Tarxien        | Żabbar            | 36,2 kmp  | 99.301           | 2.700/kmp             | 2009       |
| Regiunea Sudică     |            | Qormi          | Qormi             | 78,9 kmp  | 93.897           | 1.200/kmp             | 2009       |

### Foste regiuni

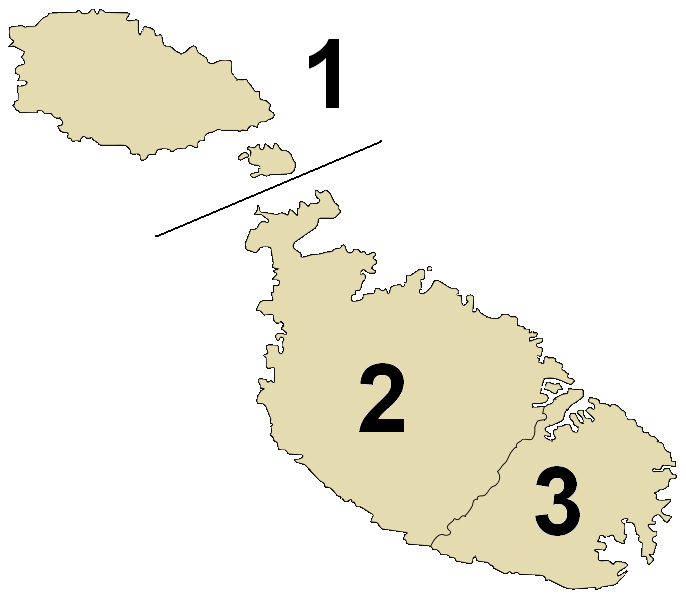
1993-2009

| Regiune          | Localizare | Cel mai mare oraș | Suprafață | Populație (2005) | Densitatea populației | Înființată | Desființată |
| ---------------- | ---------- | ----------------- | --------- | ---------------- | --------------------- | ---------- | ----------- |
| Malta Majjistral |            | Birkirkara        | 163 kmp   | 227.117          | 1.393/kmp             | 1993       | 2009        |
| Malta Xlokk      |            | Żabbar            | 64 kmp    | 140.882          | 2.201/kmp             | 1993       | 2009        |